# James Hanson
James Hanson (nacido en Brisbane el 15 de septiembre de 1988) es un jugador de rugby australiano, que juega de hooker para la selección de rugby de Australia y para los Queensland Reds en el Super Rugby.
Su debut con los Wallabies se produjo en un partido contra la selección de rugby de Nueva Zelanda, celebrado en Brisbane el 20 de octubre de 2012. Formó parte de la selección australiana que quedó subcampeona de la Copa Mundial de Rugby de 2015. 